# 熊膏
熊膏（?—1628年），字季澤，號雨亭，湖廣荆州府公安縣人。

## 生平
万历三十四年（1606年）丙午科湖廣鄉試舉人，四十一年（1613年）癸丑科二甲第三名进士，户部觀政，除户部主事，四十三年榷河西务关税。舊多逋課，膏清介無所索，賦入反足。四十四年升员外郎，升郎中，差管京粮所，四十八年遷蘇松兵备副使，念二郡田賦甲海内，而凋殘逋欠特甚，乃酌便請蠲貸改折，所省民力不貲，吴人至今思焉。。天啓三年（1623年）升山東參政，四年升山東按察使，六年加升右布政使，天启六年丙寅春，兵譁變，膏開城撫諭之，乃定。七年升本省左布政使，崇禎元年（1628年）正月，舉天下卓異官二十四人之一。三月，擢授都察院右副都御史巡撫南贑汀韶，及任而卒。二年三月，賜熊膏祭葬。

## 家族
曾祖熊仲景。祖父熊俊。父熊萬彙。